# Italian International 1999
Die Italian International 1999 im Badminton fanden vom 3. bis zum 5. Dezember 1999 in Marsala statt.

## Sieger und Platzierte
| Disziplin    | Gold                         | Silber                              | Bronze                                 |
| ------------ | ---------------------------- | ----------------------------------- | -------------------------------------- |
| Herreneinzel | Salim                        | Peter Knowles                       | Bruce Flockhart                        |
| Herreneinzel | Salim                        | Peter Knowles                       | Jürgen Koch                            |
| Dameneinzel  | Zeng Yaqiong                 | Han Jingna                          | Katarzyna Krasowska                    |
| Dameneinzel  | Zeng Yaqiong                 | Han Jingna                          | Markéta Koudelková                     |
| Herrendoppel | Anthony Clark Ian Sullivan   | Takaaki Hayashi Katsuya Nishiyama   | Cristiano Bevilacqua Stefano Infantino |
| Herrendoppel | Anthony Clark Ian Sullivan   | Takaaki Hayashi Katsuya Nishiyama   | Alastair Gatt Craig Robertson          |
| Damendoppel  | Naomi Murakami Hiromi Yamada | Stefanie Westermann Kathy Zimmerman | Yuan Gao Sandra Watt                   |
| Damendoppel  | Naomi Murakami Hiromi Yamada | Stefanie Westermann Kathy Zimmerman | Monica Memoli Erika Stich              |
| Mixed        | Ian Sullivan Han Jingna      | Anthony Clark Zeng Yaqiong          | Klaus Raffeiner Petra Schrott          |
| Mixed        | Ian Sullivan Han Jingna      | Anthony Clark Zeng Yaqiong          | Maria Luisa Mur Simone Vincenzi        |